# Pastel de pecanas

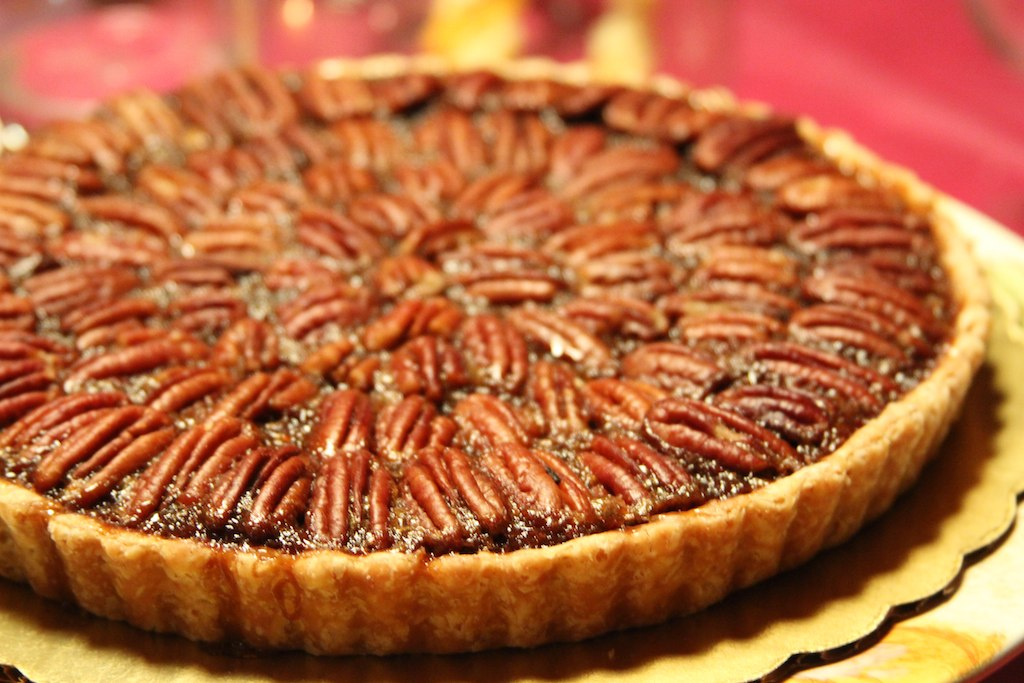
Pecan pie.

El pastel de pecanas (en inglés: pecan pie) es un pastel de crema hecho principalmente de jarabe de maíz y nueces pecanas. Se sirve popularmente en las comidas festivas y también se considera una especialidad de la gastronomía del sur de Estados Unidos. La mayoría de las recetas de pastel de pecanas incluyen sal y vainilla como condimentos. Otros ingredientes tales como chocolate y whisky de Bourbon son populares añadidos a la receta. El pastel de pecanas se sirve a menudo con nata montada. El pastel a menudo se sirve con nata, helado de vainilla o brandy butter.

## Pastel de pacanas de Nueva Orleans

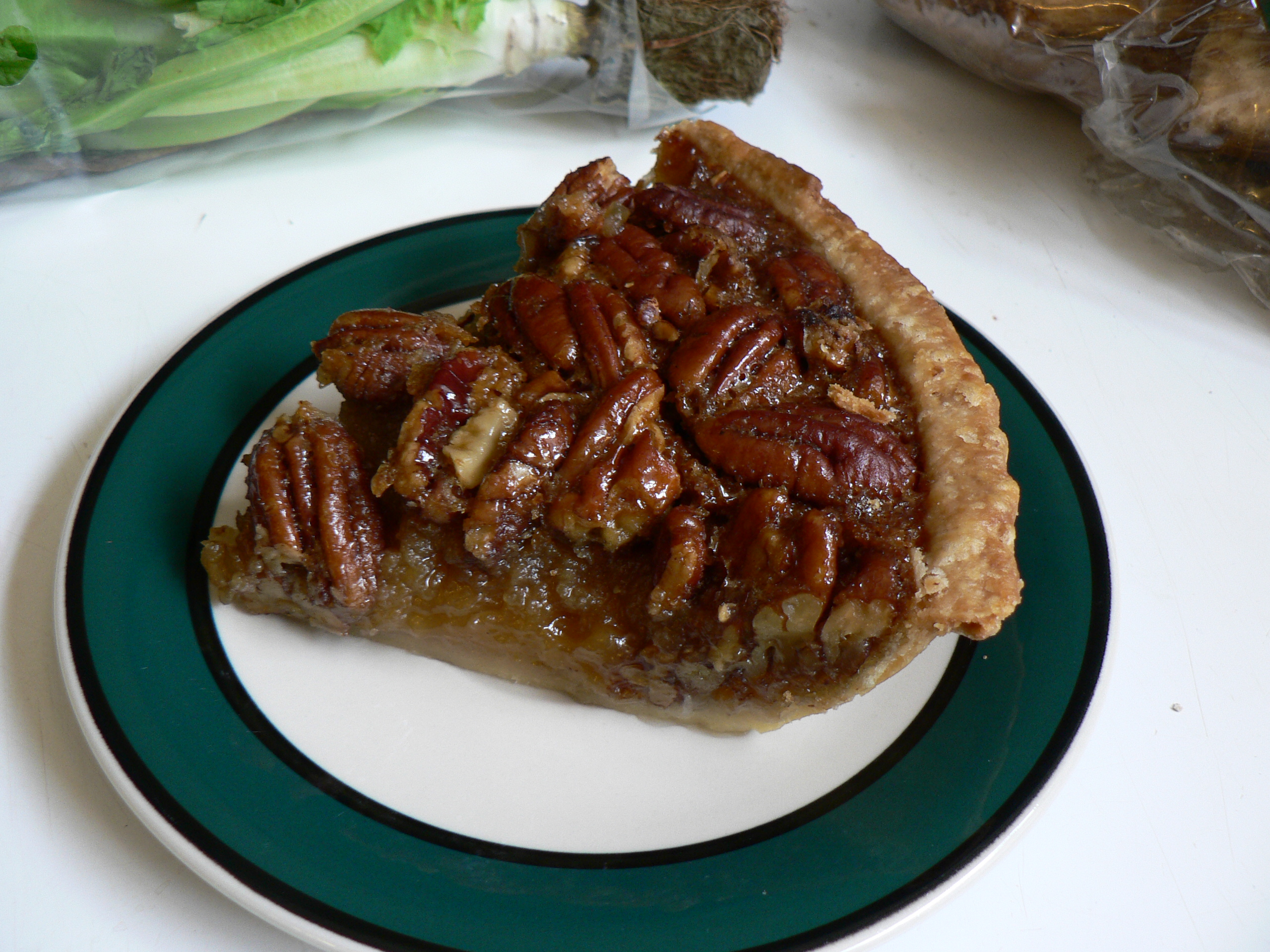
Una porción de pastel de pacanas.

La tradición mantiene que los franceses inventaron el pastel de pecanas poco después de establecerse en Nueva Orleans, tras haber conocido las nueces pecanas gracias a los nativos norteamericanos. A veces se llama «pastel de pecanas de Nueva Orleans», añadiendo un aura de cocina francesa a una receta casera convencional. Sin embargo, los intentos de seguir los orígenes del plato no han encontrado recetas anteriores a 1925, y los libros de recetas bien conocidos, como The Boston cooking-school cook book y The Joy of Cooking no la incluyeron antes de 1940.
Los fabricantes del jarabe Kero popularizaron el plato y muchas de sus recetas. El propio sitio web de jarabe Kero sostiene que la receta fue un «descubrimiento» de 1930 de un «nuevo uso del jarabe de maíz» por parte de la esposa de un ejecutivo de ventas.